# Gonzalo De Olavide
Gonzalo De Olavide y Caseneva (født 28. marts 1934 i Madrid, Spanien - død 4. november 2005) var en spansk komponist.
De Olavide Studerede komposition på Det Kongelige Musikkonservatorium i Madrid, og på Musikkonservatorierne i Antwerpen og Brussel. Han deltog også senere på kompositionskurser med Pierre Boulez, Luciano Berio og tog kompositions studier hos bl.a. Karlheinz Stockhausen i Köln. De Olavide har skrevet en symfoni, orkesterværker, kammermusik, elektroniskmusik, solostykker for mange instrumenter etc. Han fik de to priser Premio Nacional de Música (1986), og Premio Reina Sofia (2001)

## Udvalgte værker
- Symfoni "Hyldest til Falla" (1977) - for orkester
- Sine Die (er) (1972) - for orkester
- El Cantico (Kantikoen) (1978) - for orkester
- Cante (Til minde om Garcia Lorca (1980) - for orkester